# 메가맨 (게임 기어 게임)
《메가맨》(Mega Man)은 U.S. 골드가 발매한 액션 플랫폼 게임이다. 캡콤으로부터 록맨 라이센스를 획득해 제작된 스핀오프로, 영국의 프리스타일이 실개발을 맡아 1995년 북미 지역에서만 출시됐다. 패미컴으로 발매된 록맨 4와 록맨 5에서 따온 요소로 구성됐다.